# Formula Masters China
De Formula Masters China (ook bekend als de FMCS en voorheen bekend als de Formula Pilota China) is een formuleracing-kampioenschap, gehouden in Azië. Het kampioenschap werd opgericht in 2011 ten gevolge van het succes van de Formule Abarth, die een jaar eerder werd opgericht.
Het kampioenschap wordt grotendeels gehouden op Chinese circuits als het Shanghai International Circuit en het Zhuhai International Circuit, maar rijdt ook op internationale circuits als het Sepang International Circuit.

## Auto
- Chassis: Tatuus FA010.
- Dimensies: 2650mm x 1490mm x 1455mm.
- Gewicht: 525 kg.
- Motor: FPT 414TF, 1400cc, 180 pk.
- Brandstof: Premier, FIA FT3, tank 45 liter.
- Versnellingsbak: Sadev, zes versnellingen.
- Banden: GitiCompete GTR1, droog- en natweerbanden.

## Resultaten
| Seizoen | Kampioen           | Tweede        | Derde           | Beste Aziaat/Chinees | Team                     |
| ------- | ------------------ | ------------- | --------------- | -------------------- | ------------------------ |
| 2011    | Mathéo Tuscher     | Luís Sá Silva | Dustin Sofyan   | Dustin Sofyan        | niet gehouden            |
| 2012    | Antonio Giovinazzi | Dan Wells     | Parth Ghorpade  | Parth Ghorpade       | Eurasia Motorsport       |
| 2013    | Aidan Wright       | Afiq Yazid    | Akash Nandy     | Pu Jun Jin           | Meritus GP               |
| 2014    | James Munro        | Matt Solomon  | Dan Wells       | niet gehouden        | Cebu Pacific Air by KCMG |
| 2015    | Martin Rump        | Jake Parsons  | Nick Rowe       | niet gehouden        | Cebu Pacific Air by KCMG |
| 2016    | Philip Hamprecht   | Aidan Read    | Zheng Shangguan | Zheng Shangguan      | Absolute Racing          |
| 2017    | Taylor Cockerton   | Lu Wenlong    | Danial Frost    | niet gehouden        | Cebu Pacific Air by PRT  |